# Алелосполія

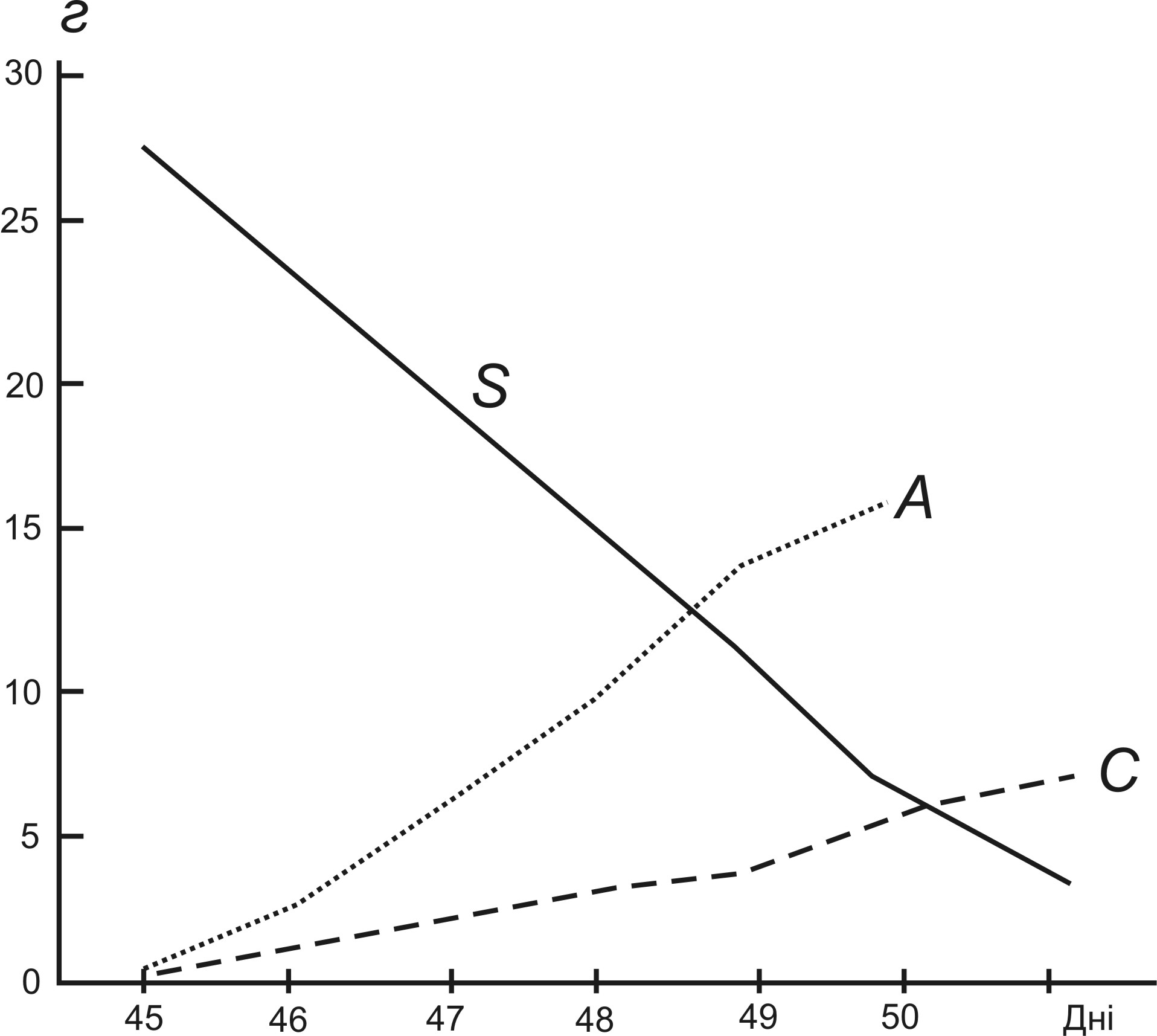
Вплив алелосполії при споживанні вологи житняком (Agropyron fragile — А) і клімакоптерою (Climacoptera brachiata — С) на їх ріст і транспірацію. По осі абсцис — дні з початку вегетації; по осі ординат — запас вологи в ґрунті судин (г на 100 г абс. сух. ґрунту); s — крива зниження запасу вологи в ґрунті

Алелосполія (від грец. allelon — взаємно і spolio — грабувати; Быков, 1966) — вплив організмів однієї популяції на організми іншої за допомогою зміни біоценотичного середовища шляхом вилученням (споживанням) з неї в процесі обміну речовин фотосинтетичної радіації (ФАР), вуглекислого газу, кисню і води (при автотрофії), елементів мінерального живлення (також включаючи воду) і органічних речовин (при сапротрофії). Зумовлює збіднення ґрунтів поживними речовинами, висушування ґрунтів (рис.), зменшення енергії світла в біоценозах. Процес, зворотний алелопатії. Якщо в біоценотичному середовищі відбувається значне зменшення будь-яких речовин або енергії, аллелосполія починає відігравати роль регулюючого чинника і набуває характер конкуренції, часто супроводжується загостренням біотрофічних факторів.
Кількість речовини (N), поглиненої організмами, виражається рівнянням N = к • Р • Т, де к — швидкість поглинання, Р — поглинаюча поверхня, Т — час (Дылис, 1964). Один з основних каналів зв'язків та авторегуляції в біоценозах.